# Макай-Стивен, Гари
Гари Макай-Стивен (англ. Gary Mackay-Steven род. 31 августа 1990, Терсо) — шотландский футболист, игрок сборной Шотландии.

## Клубная Карьера
11 января 2011 года Маккей-Стивен перешел в команду второго дивизиона Шотландии «Эйрдрионианс». Через неделю он дебютировал в четвертом раунде Кубка Шотландии, начав игру против «Гринок Мортон» на «Кэппилоу Парк» и забив первый гол, при ничьей 2:2, с 25 ярдов. Через неделю в переигровке на стадионе «Эксельсиор» Маккей-Стивен снова забил, хотя и при поражении 2:5. В оставшейся части сезона он провел 19 матчей в лиге, но не забил.

### «Данди Юнайтед»
13 июля 2011 года Макай-Стивен подписал двухлетний контракт с клубом шотландской Премьер-лиги «Данди Юнайтед». Он дебютировал за команду восемь дней спустя, заменив на 80-й минуте Джонни Рассела в матче Лиги Европы против клуба «Шлёнск». 24 июля он дебютировал за клуб в шотландской Премьер-лиге в день открытия сезона, выйдя вместо Барри Дугласа на последние 30 минут матча с «Килмарноком». 29 августа Макай-Стивен забил свой первый гол за клуб (и первый гол в Премьер-лиге в карьере) в матче против «Сент-Джонстона». К концу сезона 2011-12 Макай-Стивен занял прочное место в стартовом составе первой команды и стал любимцем болельщиков благодаря своей большой роли в переломе неудачного начала сезона.
Макай-Стивен продлил контракт с клубом в январе 2012 года.

### «Селтик»
2 февраля 2015 года «Селтик» оформил трансфер Гари Макай-Стивена за 250 000 фунтов стерлингов. Вместе с ним в команду перешел его бывший одноклубник Стюарт Армстронг.
Макай-Стивен дебютировал за клуб 11 февраля в матче против «Партик Тистл».

### «Абердин»
12 июля 2017 года Макай-Стивен подписал двухлетний контракт с клубом «Абердин». На следующий день он дебютировал в первом матче второго квалификационного раунда Лиги Европы УЕФА против «Широки-Бриег».
14 октября Макай-Стивен забил свой первый гол за «Абердин» в шотландской Премьер-лиге в матче против клуба «Хиберниан». 16 декабря в матче против тех же соперников он оформил свой первый хет-трик.
В финале Кубка шотландской лиги 2018 года против своего бывшего клуба «Селтик» 2 декабря 2018 года Макай-Стивен был унесен с поля на носилках после столкновения с Дедриком Бойатой незадолго до конца первого тайма. Он был выписан из больницы через несколько дней и был допущен к играм в конце января 2019 года.

### «Нью-Йорк Сити»
24 июня 2019 года Макай-Стивен перешел в клуб «Нью-Йорк Сити» в качестве свободного агента. Он дебютировал 14 июля в лиге, выйдя на замену на 84-й минуте вместо Валентина Кастельяноса. Свой первый гол он забил в свой 29-й день рождения 31 августа в матче против «Ванкувер Уайткэпс».
По окончании сезона 2020 года «Нью-Йорк Сити» не стал продлевать контракт с игроком.

### «Харт оф Мидлотиан»
8 января 2021 года Макай-Стивен вернулся в Шотландию и подписал контракт с «Харт оф Мидлотиан» до лета 2023 года.

## Карьера в сборной
Макай-Стивен впервые вышел на поле за сборную Шотландии 15 ноября 2013 года, заменив Крейга Конвея в последние шесть минут безголевой ничьей с США на «Хэмпден Парк».
Он был вызван в состав сборной Шотландии в октябре 2018 года на товарищеский матч против Португалии. Он вышел на замену на 67-й минуте и помог Стивену Нейсмиту забить единственный гол Шотландии в этой игре.